# Friedrich Hirth (Komparatist)
Friedrich Hirth (* 25. Juli 1878 in Wien; † 20. Dezember 1952 in Mainz) war ein österreichischer Germanist, Romanist und Komparatist jüdischer Abstammung mit französischer Staatsangehörigkeit.

## Leben und Werk
Hirth war von 1901 bis 1918 Gymnasiallehrer in Wien, Teschen, Gottschee und Prag. Er promovierte 1916 im Fach Germanistik bei Jakob Minor in Wien mit der Arbeit Der Typ des geprellten Bauern. Von 1919 bis 1922 lebte er in Paris. Angesichts des aufkommenden Nationalsozialismus emigrierte er frühzeitig nach Frankreich und publizierte dort Bücher über Gustav Stresemann und Adolf Hitler. Ab 1946 war er an der Universität Mainz der erste deutsche Professor für Vergleichende Literaturwissenschaft, ab 1949 auf einem Stiftungslehrstuhl der französischen Militärregierung. Hirth war vor allem Germanist und Heineforscher, wurde aber über den „Pariser“ Heine sowie durch seinen eigenen Staatsangehörigkeitswechsel auch romanistischer und vergleichender Literaturwissenschaftler.

## Ehrungen

### Friedrich Hirth-Lectures
Die Vortragsreihe Friedrich Hirth-Lectures wurde Friedrich Hirth benannt. Die Mainzer Universität lädt zu den Friedrich Hirth-Lectures der Mainzer Komparatistik renommierte nationale und internationale Wissenschaftler einmal im Jahr ein um aktuelle, grundlegende und zukunftsweisende Fragestellungen und Themen der Allgemeinen und Vergleichenden Literaturwissenschaft vorzustellen und zu diskutieren.

### Friedrich Hirth-Lecture (Auswahl)
- 2022: Sebastian Donat[1]
- 2024: Anita Traninger[2]

## Weitere Werke
- Dorothea Schlegels "Florentin", 1902 (Digitalisat)
- Wahrheitsfanatismus und Autosuggestion in der Dichtung, Teschen 1907
- Johann Peter Lyser. Der Dichter, Maler, Musiker, Leipzig und München: Georg Müller 1911 (Digitalisat)
- (Hrsg.) Aus Friedrich Hebbels Korrespondenz. Ungedruckte Briefe von und an den Dichter nebst Beiträgen zur Textkritik einzelner Werke, München 1913
- (Hrsg.) Das Sopha. Moralische Erzählungen; aus dem Französischen des jüngeren Crébillon nach der deutschen Übersetzung von 1765, Wien/Leipzig 1913, 1919
- (Hrsg.) Lebensbilder von Honoré de Balzac. Drei Teile in zwei Bänden, aus dem Französischen übersetzt von Dr. Schiff. Mit einer Geschichte des Werkes und einer Biographie Schiffs. Leipzig: Georg Müller 1913
- (Hrsg.) Heine's Reisebilder. Hamburg, Berlin: Hoffmann u. Campe 1920 (Nachdruck des Handexemplars von Heinrich Heine)
- Stresemann, Paris 1930
- Hitler ou le guerrier déchaîné, Paris 1930
- Heinrich Heine und seine französischen Freunde, Mainz 1949
- Heinrich Heine. Bausteine zu einer Biographie, Mainz 1950